# Главный сценарист
Гла́вный сценари́ст — специалист съемочной группы, который руководит командой сценаристов фильма или сериала. Должность получила распространение в длинных сериалах, например, в мыльных операх, а также в скетч-комедиях и ток-шоу с отдельными монологами и разыгрываемыми сценками. В прайм-тайм сериалах эту функцию обычно выполняет исполнительный продюсер, который также может называться шоураннером.

## Обзор
Главный сценарист придумывает и излагает общую концепцию произведения, очерчивает контуры сюжета, типажи персонажей.
В сериалах, особенно телевизионных, объёмные сюжетные линии разбиваются на эпизоды (серии). В таком случае штатным или внештатным сценаристам поручают разрабатывать отдельные сюжетные линии и идеи эпизодов, которые они предлагают главному сценаристу/исполнительному продюсеру. Главный сценарист же создает макет сценария всего сериала, на который накладываются конкретные идеи его помощников и диалоги и который впоследствии редактируется и пересматривается всей командой сценаристов сериала в процессе производства.

## Награды
Существует несколько наград, на которые может претендовать главный сценарист. К ним относятся:
- Дневная премия «Эмми» (Дневная премия «Эмми» за лучшую команду сценаристов драматических сериалов)
- Прайм-таймовая премия «Эмми» (лучший сценарий для комедийного сериала, лучший сценарий для драматического сериала, лучший сценарий для ограниченного сериала, фильма или специальной драмы, лучший сценарий для эстрадного сериала)
- Премия Гильдии сценаристов США
- Премия «Джемини»
- Премия «Спутник»
- Премия «Золотой глобус» (лучший сценарий)
- Премия Британской академии телевидения
- Награды ТСА

## Членство
Главные сценаристы могут быть членами WGA, Гильдии писателей Канады, Гильдии авторов, Гильдии драматургов Америки, Американской ассоциации сценаристов, Гильдии писателей Австралии и Международной ассоциации гильдий писателей.